# Asamblea Estatal de la República de Sajá
La Asamblea Estatal de la República de Sajá (en ruso: Госуда́рственное Собра́ние (Ил Тумэ́н) Респу́блики Саха́ (Яку́тия), literalmente Asamblea Estatal (Il Tumen) de la República de Sajá (Yakutia); en yakuto: Saha Өrөspүүbүlүketin Tүmene IL) es el órgano legislativo de la República de Sajá, una de las 22 repúblicas de Rusia.
Este parlamento regional es unicameral y ostenta la máxima representación de la autoridad legislativa de Sajá. Las bases legales de su poder se recogen en la Ley Constitucional de la República de Sajá (Yakutia), también conocida como Ley Fundamental en la república, concretamente en su artículo 5. Además, el 10 de julio de 2002 sus competencias fueron ratificadas por la Duma.
A veces el órgano es referido erróneamente con el nombre de Parlamento de Yakutia, dado que fue su nombre provisional desde 1991 hasta 1993.

## Elección
La Asamblea Estatal (Il Tumen) se compone de 70 diputados de la República de Sajá (Yakutia). Bajo la ley actual, 35 personas son elegidos en circunscripciones de mandato único. En este caso, los electores votan por una persona en particular. La otra mitad de los miembros de la Asamblea Nacional se elige de acuerdo a las listas electorales de los partidos políticos. En este caso, los electores votan al partido. Sobre la base de los resultados de toda la república, cada partido debe superar un mínimo de porcentaje en ambas circunscripciones y, de superarlo, obtienen el número de escaños correspondiente al número de votos recibidos.
Los diputados son elegidos para los períodos legislativos completos, lo que en Sajá supone 5 años. Cualquier ciudadano de la república mayor de 21 años y que no se le haya negado el derecho a voto puede presentarse para diputado.

## Funciones
La tarea principal de una estructura parlamentaria de Sajá es la creación de la base legislativa de la República de, y control sobre sus estructuras gubernamentales de implementación.
Los poderes incluyen la adopción de la Asamblea (Il Tumen) y varios cambios y modificaciones a la Constitución y la adopción de otras leyes aplicables en el territorio de la Federación. Guiar el proceso de presupuesto dentro de la región, la aprobación del presupuesto y el control de su aplicación también se asignan al parlamento local.
Asamblea del Estado de la Asamblea (Il Tumen) de la República de Saja (Yakutia) tiene el derecho a expresar desconfianza en el gobierno y el presidente de la región. Designado por el presidente de la cabeza de Rusia Yakutia necesariamente debe ser aprobado por el parlamento local. En el caso contrario, el jefe de Rusia se verá obligado a hacer otro candidato para el líder regional de la Asamblea Estatal.

## Composición

### Funcionamiento
El trabajo de la Asamblea (Il Tumen) está encabezado por el presidente y sus adjuntos. El presidente de la V Legislatura es Aleksandr Nikolaevich Zhirkov, su Vicepresidente Primero es Anatoli Anatolievich Dobriantsev. Los vicepresidentes son Balabkina Olga Valerievna y Gubarev Victor Nikolaevich.
El trabajo de los diputados de la Asambela se lleva a cabo en el marco de comités y comisiones. En la V Legislatura hay 12 comités (2 menos que en la IV) y 1 comisión (1 más que en la IV):
- Comité de control.
- Comité de Construcción y Legislación del Estado.
- Comité de Autogobierno local.
- Comité de Presupuesto, Finanzas, Impuestos y Política de Precios, Propiedad y Privatización.
- Comité de Construcción, Vivienda y Servicios Comunales.
- Comité de Política Económica, de Inversión e Industrial, Emprendimiento, Turismo e Infraestructura de Desarrollo.
- Comité de Salud, Protección Social, Trabajo y Empleo.
- Comité Rural y de Política Agraria.[4]
- Comité de Relaciones de Tierras, Recursos Naturales y Ecología.
- Comité de Ciencia, Educación, Cultura, Medios de Comunicación y Organizaciones Cívicas.
- Comité de Familia, Infancia, Juventud, Cultura y Deportes.
- Comité de Minorías Indígenas del Norte y Ártico.
- Comisión Reguladora y de Mandato.

Estos comités y comisiones trabajan de manera continua (todas las semanas) en las oficinas de la Asamblea Estatal.

### V Legislatura (2013-2018)
| Facciones políticas en la Asamblea Estatal de Sajá |                 |       |         |
| Facción/Partido                                    | Facción/Partido | Líder | Escaños |
| Rusia Unida                                        |                 |       | 52      |
| Partido Comunista de la Federación Rusa            |                 |       | 8       |
| Rusia Justa                                        |                 |       | 9       |
| Partido Liberal-Demócrata de Rusia                 |                 |       | 1       |
| Para las mujeres de Rusia                          |                 |       | 1       |